# Esechioi
Esechioi – wieś w Rumunii, w okręgu Konstanca, w gminie Ostrov. W 2011 roku liczyła 281 mieszkańców.